# Счётчик банкнот
Счётчик банкнот (также распространено название «машина для пересчёта (подсчёта) банкнот») – одно из устройств обработки банкнот, осуществляющее их подсчёт.

## История
Автоматические машины для подсчёта банкнот появились в мире в 1920-х годах. В СССР лишь в 1970-х годах был начат серийный выпуск данных машин – заводом «Точмаш» (г. Калининград) выпускалась модель СДБ-1М, с 1988 года — модель СДБ-2 «Сарапул 1200».

## Классификация
По способу работы счётчики банкнот делятся на две группы:
- Роликофрикционные (счётчики и сортировщики),
- Шпиндельные.

По виду устройства: портативные и стационарные.
По скорости счёта: от 600 до 1500 банкнот в минуту.
По типу загрузки денежных купюр делятся на 2 типа: с вертикальной и с горизонтальной (фронтальной) загрузкой.

## Принцип работы
Используя систему роликов, счётчик захватывает из загрузочного бункера по одной банкноте, транспортирует её по тракту и складывает в приёмный лоток. Проходя по тракту, купюры прерывают световой поток, определяя таким образом их количество.
Счётчики банкнот, которые осуществляют только подсчёт банкнот называют купюросчётными машинами. Широко распространены счётчики банкнот с одновременной проверкой подлинности. Двукарманные счетчики с детекцией позволяют без остановки пересчитывать банкноты и при этом отсеивать подозрительные или поддельные банкноты.
Работать с обандероленными купюрами (пачками) позволяют шпиндельные счётчики. Чаще всего это применяется для ветхих, либо абсолютно новых купюр
.